# Atheist
Az Atheist egy amerikai death metal együttes, mely az 1980-as évek végén, és 1990-es évek elején volt igazán aktív. Három lemezük jelent meg, melyeken akkoriban szokatlan módon ötvözték a death metalt más stílusokkal, mint a progresszív metal, jazz, és latin zenei hatások. 1994-ben feloszlottak, de 2006 óta újra koncerteznek.

## Történet
A zenekar Floridában alakult 1984-ben, és kezdetben Oblivion, majd R.A.V.A.G.E. néven dolgoztak. 1987-ben szerepeltek a Raging Death válogatáson olyan zenekarok társaságában, mint a Sadus vagy az Xecutioner (a későbbi Obituary). Ezután lett a zenekar neve Atheist. Debütáló albumuk 1989-ben jelent meg Piece of Time címmel. A lemez kedvező fogadtatásban részesült az underground színtéren. A következő lemezen (Unqestionable Presence) még inkább előtérbe kerültek a komplex dalszerkezetek, a jazz hatások, a formabontó zenei megoldások. Bár minden tag a hangszere mesterének számít, leginkább Roger Patterson basszusgitáros  tudására figyeltek fel a legtöbben. Technikás, komplex játéka nagyban hozzájárult az Atheist egyedi hangzásvilágához, valamint a jazz elemek is tőle eredeztethetőek. Az LP kiadása után a Candlemass társaságában indultak turnézni. A turné során azonban a zenekar közúti balesetet szenvedett, melynek során Patterson életét vesztette.
A zenekar teljesen összetört, de Patterson ikertestvérének javaslatára folytatták tovább. A következő Elements albumon már Tony Choy kezelte a basszusgitárt. A korong elődjéhez hasonlóan egyéni death metalt tartalmazott, de még több jazz és latin zenei elemmel.
A zenekar úgy gondolta, hogy soha nem kapták meg a kellő elismerést, ezért 1994-ben feloszlottak. Kelly Schefer a Neurotica élén folytatta tovább, de a Big Machine keretei között Brian Johnsonnal is dolgozik. 2005-ben mindhárom Atheist lemez újra a boltok polcaira került a Relapse Records jóvoltából. 2006-ban újjáalakult a zenekar új tagokkal, hogy részt vegyenek a nagyobb metalfesztiválokon, de saját koncertekre is akadt példa, valamint egy új stúdiólemez is a terveik között szerepel.

## Tagok

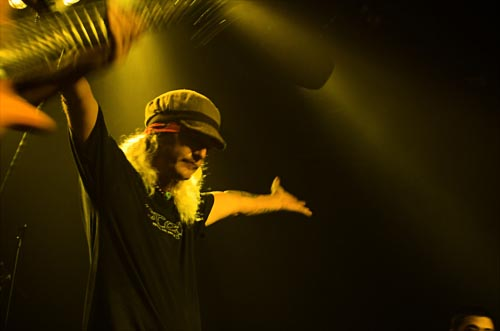
Az Atheist egy 2006-os metalfesztiválon.

### Jelenlegi tagok
- Kelly Shaefer – ének (1988–1994, 2006–), gitár (1984–1994)
- Steve Flynn – dob (1984–1991, 2006–2010, 2011–)
- Tony Choy – basszusgitár (1991, 1993–1994, 2006–2010, 2012–)
- Chris Martin – gitár (2012–)
- Jason Holloway - gitár (2011–)

### Korábbi tagok
- Roger Patterson – basszusgitár (1985–1991)
- Rand Burkey - gitár (1984–1992, 1993–1994)
- Steve Freid - ének (1984-1988)[1]
- Mike Callahan - gitár (1991)
- Frank Emmi – gitár (1993)
- Josh Greenbaum – dob (1993)
- Kyle Sokol - basszusgitár (2001)
- Chris Baker - gitár (2006-2012)
- Jonathan Thompson - gitár (2009–2011), basszusgitár (2010)
- Travis Morgan - basszusgitár (2011)

### Koncerttagok
- Darren McFarland - basszusgitár (1991–1992)

## Diszkográfia
Stúdióalbumok
- Piece of Time (1989)
- Unquestionable Presence (1991)
- Elements (1993)
- Jupiter (2010)

Koncertlemezek
- Unquestionable Presence: Live At Wacken (2009)